# Třída Balilla
Třída Balilla byla třída křižníkových ponorek italského královského námořnictva. Celkem bylo postaveno pět jednotek této třídy, z toho jedna pro Brazílii. Ve službě v italském námořnictvu byly v letech 1928–1943. Jedna byla zničena za druhé světové války. Brazílie svou ponorku vyřadila roku 1950. Byly to první italské křižníkové ponorky postavené od konce první světové války.

## Stavba
Tuto třídu italské námořnictvo objednalo jako velké křižníkové ponorky, schopné operovat v Rudém moři a Indickém oceánu ze základen v Italské východní Africe. To mimo jiné vyžadovalo velký dosah a vysokou rychlost plavby na hladině. Konstrukčně třída vycházela z německé minonosné ponorky SM U 120, kterou Itálie získala po první světové válce v rámci reparací. Ponorky postavila italská loděnice OTO v Muggiano. Do služby byly přijaty v letech 1928–1929.
Jednotky třídy Balilla:
| Jméno              | Uživatel | Založení kýlu | Spuštěna        | Vstup do služby | Poznámky                                                    |
| ------------------ | -------- | ------------- | --------------- | --------------- | ----------------------------------------------------------- |
| Balilla            | Itálie   | 1925          | 20. února 1927  | červenec 1928   | Vyřazena 1941.                                              |
| Domenico Millelire | Itálie   | 1925          | 19. září 1927   | srpen 1928      | Vyřazena 1941.                                              |
| Antonio Sciesa     | Itálie   | 1925          | 12. srpna 1928  | duben 1928      | Dne 12. listopadu 1942 potopena v Tobruku vlastní posádkou. |
| Enrico Toti        | Itálie   | 1925          | 14. dubna 1928  | září 1929       | Vyřazena 1943.                                              |
| Humaitá            | Brazílie | 1925          | 11. června 1927 | červenec 1929   | Vyřazena 1950.                                              |

## Konstrukce

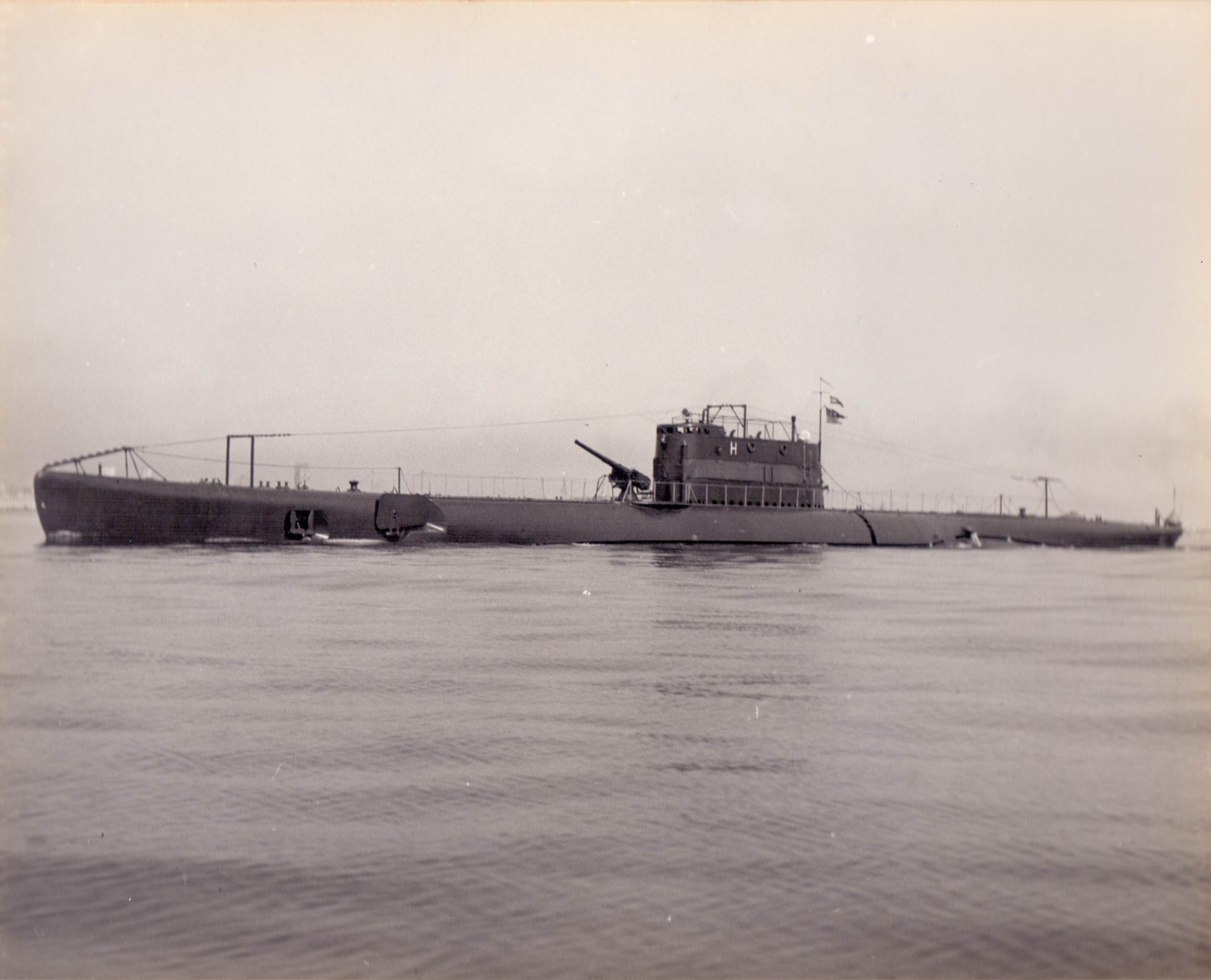
Brazilská ponorka Humaitá

Ponorky měly dvoutrupou koncepci. Nesly čtyři příďové a dva záďové 533mm torpédomety se zásobou 16 torpéd. Dále nesly jeden 120mm kanón, umístěný v přední části věže a krytý štítem. Doplňovaly jej dva 13,2mm kulomety. Alternativně mohly být neseny čtyři miny (vyjma ponorky Antonio Sciesa). Pohonný systém tvořily dva diesely Fiat o výkonu 4900 bhp, pomocný diesel Fiat o výkonu 425 bhp a dva elektromotory Savigliano o výkonu 2200 bhp, pohánějící dva lodní šrouby. Nejvyšší rychlost dosahovala 16 uzlů na hladině a 7 uzlů pod hladinou. Pomocný diesel sloužil pro plavbu na hladině ekonomickou rychlostí a pro nabíjení baterií. Na dalších italských ponorkách již pomocný diesel instalován nebyl. Dosah byl 13 000 námořních mil při rychlosti 7 uzlu na hladině a 110 námořních mil při rychlosti 3 uzly pod hladinou. Operační hloubka ponoru dosahovala 90 metrů.

### Modifikace
Roku 1934 byl původní 120mm kanón italských ponorek nahrazen novým, umístěným přímo na hlavní palubě.

## Služba
Ponorky byly nasazeny za druhé světové války. Bojové plavby ve středomoří komplikovaly jejich velké rozměry. Balilla a Domenico Millelire byly vyřazeny již roku 1941. Antonio Sciesa a Enrico Toti sloužily déle, zejména dopravovaly zásoby do severní Afriky. Ponorku Antonio Sciesa 12. listopadu 1942 potopila vlastní posádka.